# Швелм
Швелм (њем. Schwelm) град је у њемачкој савезној држави Северна Рајна-Вестфалија. Једно је од 9 општинских средишта округа Енепе-Рур. Према процјени из 2010. у граду је живјело 29.248 становника. Посједује регионалну шифру (AGS) 5954024, NUTS (DEA56) и LOCODE (DE SLM) код.

## Географски и демографски подаци
Швелм се налази у савезној држави Северна Рајна-Вестфалија у округу Енепе-Рур. Град се налази на надморској висини од 213 метара. Површина општине износи 20,5 km². У самом граду је, према процјени из 2010. године, живјело 29.248 становника. Просјечна густина становништва износи 1.427 становника/km².

## Међународна сарадња
| Мјесто | Држава    | Врста сарадње | Од    |
| ------ | --------- | ------------- | ----- |
| Форке  | Француска | партнерство   | 2007. |
| Извор  |           |               |       |